# Juan Carlos Fresnadillo
Juan Carlos Fresnadillo, född 5 december 1967 i Santa Cruz på kanarieön Teneriffa, är en spansk filmregissör och manusförfattare. Han regisserade Intacto (2001), vilken var hans långfilmsdebut, och 28 veckor senare (2007), uppföljaren till Danny Boyles 28 dagar senare (2002). Fresnadillo fick en Oscarsnominering för sin debutfilm.

## Filmografi (i urval)
- 2001 – Intact (regi & manus)
- 2007 – 28 veckor senare (regi & manus)
- 2011 – Intruders (regi)
- 2023 – Damsel (regi)